# Театр ВАМП
Театр ВАМП — киевский театр, который был создан в 1997 году.
Первым спектаклем театра стал «Вамп», основанный на оригинальном сценарии о королевстве вампиров. Шоу длилось 78 минут, состояло из двух отделений, в нём работало в общей сложности 43 актёра и техника. В создании «Вамп» приняли участие постановщики и артисты из киевской Оперы, ансамбля им. Вирского киевских хореографического, театрального и циркового училищ, парижского Мулен Руж, страссбургского Royal Palace, чешского мюзикла Dracula и шоу Riverdance.
В постановке использовались спецэффекты, трюки и иллюзии (такие как появление и исчезновение людей и предметов на сцене, пробивание актёра копьем, воскрешение расчленённой мумии, отрубание бутафорских конечностей, фехтование, искусственный туман, сценические газовые горелки, видеопроекции), различные технологические решения. В шоу сочетались хореография, цирковые трюки, видеоэкраны и кукольный театр. По форме зрелище было близко к мюзиклу.
На протяжении 12 лет театр представил публике множество постановок («Талисман», «Джокер», «Кони», «Ривьера», «XX век Ревю», «Crazy Temptations», «Кашмир») и гастролировал в Европе (Cap Vert, Дижон; рождественский тур по Бургундии, Нормандии, Бретани, Франция; Moulin Rouge, Бухарест, Румыния) и Азии (шоу в парке «Window to the world» (Окно в Мир) в г. Шэньчжэнь, пров. Гуандун, КНР).
С 1999 по 2005 год Театр ВАМП работал в концертном зале Метрополитан Холл . С 2005 по 2008 — в Скай Холле (англ. Sky Hall). В 2007 году создателями ВАМП был построен «Кафе — Театр» на Троещине.
В настоящее время Театр Вамп постоянно работает в КНР (Сямэнь, Куньмин, Цзинин, Хэйюань, Аньсин, Чэнду).

## Шоу Театра ВАМП
VAMP 1997
TALISMAN 1998
Riviera 1999
Cony 2000
JOKER 2001
XX century revue 2001
Seduction 2003
Cap Vert Emotion 2004
Cabaret Taboo 2005
Las Vegas Dance Passion 2005
Dinner Show 2006
Christmas show Dyvosvit 2007
Fairy tale about 3 pig 2008
Russian Dinner 2009

## Постановщики Театра ВАМП

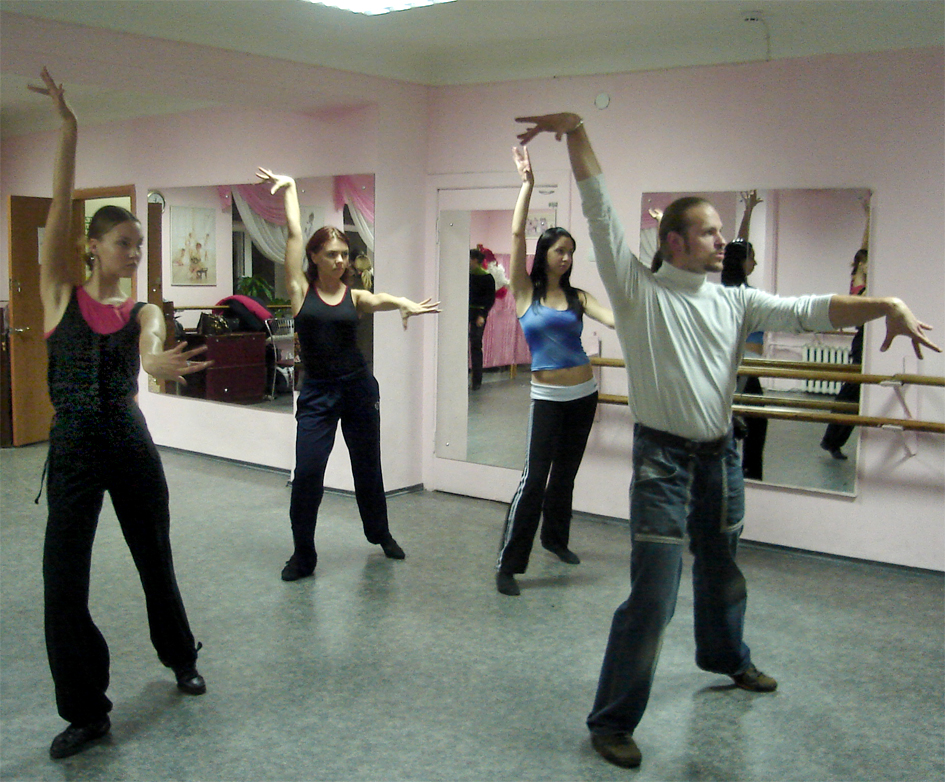

Клявин Дмитрий, Национальная Опера, Киев.
Опря Валерий — киевский колледж циркового искусства.
Кривоногов Владислав — киевский колледж циркового искусства.
Ревазов Алан — Мулин Руж, Париж, Франция.
Капустин Олег — киевский колледж циркового искусства.
Баранов (Сантах) Руслан — Дракула Шоу, Чехия.
Каракуц Дмитрий и Новиковская (Павленко) Светлана — балет «Сузір`я Аніко», хореографы-постановщики рок-оперы Белая Ворона.
Чернов Евгений — балет «Сузір`я Аніко», Сергей Коновалов,
балет «Сузір`я Аніко», Прокопчук Светлана — ДК им. Королева

## Гастроли Театра

Днепропетровск, Украина — Театр им. Т. Г. Шевченка, клуб «Антре», 1998 г.
Дижон, Кетиньи, Франция, аквапарк Cap Vert — 2003.
Бухарест, Румыния, «Мулин Руж» — 2005
Шэньчжэнь, КНР, парк «Окно в мир», Кайзер Палац — 2006
Тур Бургундия — Нормандия — Бретань, Франция, шоу Emotion — 2007
Шэньчжэнь, КНР, парк «Окно в мир», Кайзер Палац — 2006—2008
Цирк Cirque Noel de Geneve, Швейцария, рождество, новогодний тур 2011—2012, 2012—2013
Сямэнь, КНР, парк «Мечта побережья» — 2012—2013, КНР, город Хэйюань — зима — лето 2014. В настоящее время балетная труппа работает в КНР, гг. Чэнду и Цзинин.

## Фестиваль
Театр ВАМП является учредителем некоммерческого фестиваля jamchaos.

### Статьи в прессе
Сканированные страницы печатных изданий
1. ↑  Белая Ворона. Дата обращения: 15 июля 2009. Архивировано 6 декабря 2008 года.